# Kotopeky
Kotopeky (en allemand : Kottopek) est une commune du district de Beroun, dans la région de Bohême-Centrale, en Tchéquie. Sa population s'élevait à 298 habitants en 2020.

## Géographie
Kotopeky se trouve à 3 km au sud-est de Žebrák, à 17 km au sud-ouest de Beroun et à 45 km au sud-ouest de Prague.
La commune est limitée par Praskolesy au nord-est, par Lochovice au sud-est, par Rpety au sud, et par Hořovice au sud-ouest, par Tlustice à l'ouest et par Žebrák au nord-ouest.

## Histoire
La première mention écrite de la localité date de 1320.

## Administration
La commune se compose de deux quartiers :
- Kotopeky
- Tihava